# Esbjerg Stadion
El Esbjerg Stadion conocido como Blue Water Arena por razones de patrocinio, es un estadio de fútbol ubicado en la ciudad de Esbjerg, Dinamarca. El estadio está situado dentro del Esbjerg Idrætspark un recinto que alberga una serie de otras instalaciones deportivas. El estadio inaugurado en 1955 fue completamente reconstruido entre 2008 y 2009, posee una capacidad para 18.000 personas y es utilizado por el club de fútbol Esbjerg fB que disputa la Superliga danesa.
La estadio por razones de patrocinio es llamado "Blue Water Arena" por el auspicio de "Blue Water Shipping A/S", una empresa danesa de transporte y logística con sede en Esbjerg fundada en 1972.

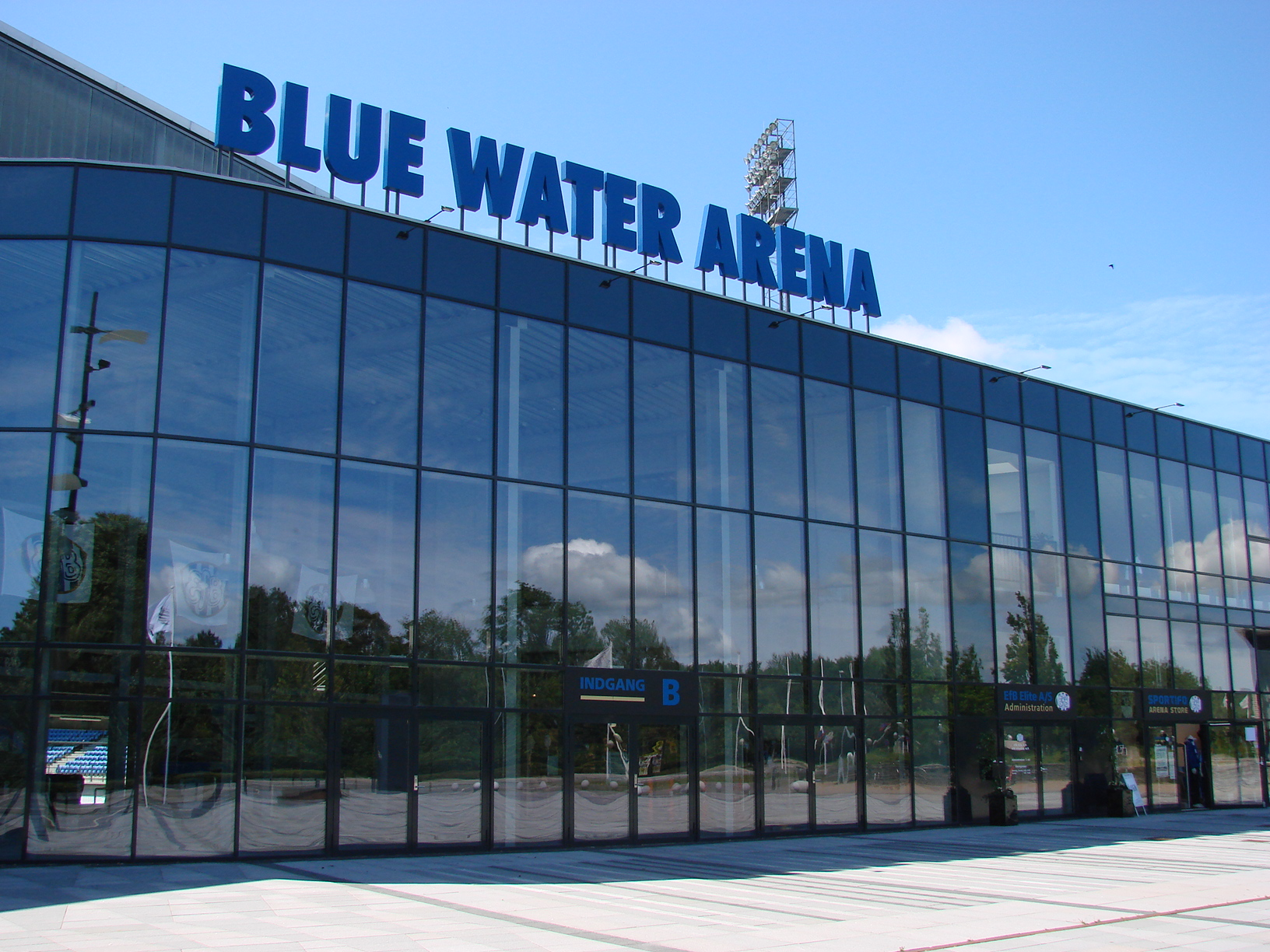